# Ејдур Гвидјонсен
Ејдур Смари Гвидјонсен (исл. Eiður Smári Guðjohnsen; Рејкјавик, 15. септембар 1978) бивши је исландски фудбалер.

## Каријера
Фудбалску каријеру је започео са 16 година, када је дебитовао у Првој лиги Исланда. Након добрих игара привукао је пажњу на себе, па је прешао у редове холандског ПСВ Ајндховена. У сезони 1997/98. вратио се у своју отаџбину и прешао у Рејкјавик. Потом је отишао у Болтон Вондерерсе, где је одиграо две сезоне, након тога је прешао у Челси. У Барселону је отишао 2006. године. После одласка из Барселоне, потписује уговор за француски Монако. У каријери је играо још за Тотенхем хотспер, Стоук Сити, Фулам, АЕК Атина, Клуб Бриж и Молде.
За репрезентацију Исланда је дебитовао 1996. године. Забележио је 88 наступа и постигао 26 голова. Поред Колбејна Сигтоурсона држи рекорд по броју датих голова за национални тим (јул 2020). Био је у саставу репрезентације на Европском првенству у Француској 2016. године.
Од 16. јула 2020. године, преузео је функцију тренера Хабнарфјердира, заједно с Логијем Флафсоном.

## Успеси
Челзи
- Премијер лига: 2004/05, 2005/06.[4]
- Енглески Лига куп: 2004/05.
- ФА Комјунити шилд: 2000, 2005.

Барселона
- Ла Лига: 2008/09.
- Куп Краља: 2008/09.
- Суперкуп Шпаније: 2006, 2009.
- Лига шампиона: 2008/09.
- УЕФА суперкуп: 2009.